# پلت (داکوتای جنوبی)
پلت(به انگلیسی: Platte) شهری در ایالت داکوتای جنوبی کشور ایالات متحده آمریکا است که جمعیت آن در سرشماری سال ۲۰۱۰ میلادی، ۱٬۲۳۰ نفر بوده‌است.